# Гідроксибензотриазол
Гідроксибензотриазол (скорочено HOBt) — органічна сполука, яка є похідною бензотриазолу. Це білий кристалічний порошок, який як комерційний продукт містить деяку кількість води (~11,7 мас.% як кристал моногідрату HOBt). Безводний HOBt вибухонебезпечний.
Він переважно використовується в органічному синтезі для придушення рацемізації одноенантіомерних хіральних молекул і для підвищення ефективності синтезу пептидів.

## Використання в синтезі пептидів
Автоматизований синтез пептидів включає конденсацію аміногрупи захищених амінокислот з активованим естером. HOBt використовується для одержання таких активованих естерів. Ці естери є нерозчинними (як і естери N-гідроксисукциніміду) і реагують з амінами при температурі навколишнього середовища з утворенням амідів.
HOBt також використовується для синтезу інших амідів з карбонових кислот без необхідності утворення ацилхлоридів. Наприклад, таким способом одержували амідні похідні іонофорних антибіотиків.

## Безпека
Через перекласифікацію як UN0508, у вибухову речовину класу 1.3C, гідроксибензотриазол та його моногідрат більше не дозволяється перевозити морем або повітрям відповідно до 49CFR (Правила USDOT щодо небезпечних матеріалів). Однак існує проект пропозиції ЄЕК ООН ECE/TRANS/WP.15/AC.1/HAR/2009/1 був розповсюджений серед делегатів ООН і, якщо він буде впроваджений, це внесе зміни до чинних правил, дозволяючи транспортувати моногідрат під менш суворим кодом UN3474 як десенсибілізовану вибухівку класу 4.1.